# 11697 Estrella
11697 Estrella eller 1998 FX98 är en asteroid i huvudbältet som upptäcktes den 31 mars 1998 av LINEAR i Socorro County, New Mexico. Den är uppkallad efter Allan Noriel Estrella.
Asteroiden har en diameter på ungefär 3 kilometer och den tillhör asteroidgruppen Vesta.